# Ulrichshorn
Das Ulrichshorn (3925 m ü. M.) ist ein Gipfel in der Mischabelgruppe der Walliser Alpen westlich des Saastales. Der Berg liegt wenig südwestlich des Windjochs, der vom Windjoch (3850 m ü. M.) heraufziehende Südwestgrat bildet die Fortsetzung des Nordostgrats des Nadelhorns (4327 m ü. M.). 
Der Gipfel ist bekannt für seine Aussicht, besonders hervorzuheben ist der Blick auf die Nordostwand der Lenzspitze (4294 m ü. M.) und den Nadelgrat. Nach Südosten reicht die Aussicht weit über den Alpenhauptkamm hinweg bis zum mehr als 200 km entfernten Apennin (z. B. Monte Cimone, 2165 m, 308 km Entfernung); im Norden überblickt man die Berner Alpen in fast ihrer gesamten West-Ost-Ausdehnung. Im Osten genießt man beeindruckende Tiefblicke ins Saastal auf Saas-Fee und das über 2300 Höhenmeter unter dem Gipfel liegende Saas-Grund; in der Ferne kann die Sicht bis zum über 200 km entfernten Monte Adamello, zum noch weiter entfernten Care Alto, in die Abulaalpen und zur Berninagruppe reichen.
Benannt wurde der Berg nach Melchior Ulrich, einem Schweizer Alpinisten und Theologen aus Zürich, unter dessen Leitung 1848 die Erstbesteigung gelang.

## Routen
Der einfachste Anstieg führt von der Mischabelhütte (3335 m ü. M.) zunächst auf dem von der Lenzspitze nach Osten herabziehenden Gratrücken, bis man auf knapp 3.600 Metern den Hohbalmgletscher betritt. Über diesen wird in nordwestlicher Richtung das Windjoch (3847 m ü. M.) erreicht. Im zuletzt steilen Anstieg auf das Windjoch hält man zunächst direkt auf das Ulrichshorn zu und biegt erst zuletzt in westlicher Richtung zum Joch, um die Spaltenzone zu umgehen. Der kurze, recht schmale Südwestgrat vom Windhoch auf den Gipfel ist selten verwechtet, allerdings gelegentlich vereist. Von der Mischabelhütte sind zwei Stunden Anstiegszeit zu veranschlagen. Bis zum Windjoch entspricht dieser Anstieg dem Normalweg auf das Nadelhorn, so dass das Ulrichshorn häufig bei einer Besteigung des Nadelhorns mit bestiegen wird.
Eine weitere Anstiegsmöglichkeit besteht über den Nordgrat vom Riedpass (3561 m ü. M.). Der Grat ist im unteren Bereich ein breiter Firnrücken, der einige Spalten aufweist. Erst oben wird der Grat schmaler. Von der Bordierhütte (2886 m ü. M.) benötigt diese Anstiegsvariante 3½ Stunden.